# Margita Teluchová
Margita Teluchová (3. září 1924 – 13. října 1995) byla slovenská a československá politička Komunistické strany Slovenska a poúnorová poslankyně Národního shromáždění ČSR.

## Biografie
Ve volbách roku 1948 byla zvolena do Národního shromáždění za KSČ ve volebním kraji Banská Bystrica. V parlamentu zasedala až do konce funkčního období, tedy do voleb v roce 1954.
V letech 1948–1953 se uvádí jako členka Ústředního výboru Komunistické strany Slovenska.